# Parròquia d'Irši
La Parròquia d'Irši (en letó: Iršu pagasts) és una unitat administrativa del municipi de Koknese, al sud de Letònia. Abans de la reforma territorial administrativa de l'any 2009 pertanyia al raion d'Aizkraukle.

## Pobles, viles i assentaments
- Irši

## Hidrografia

### Rius
- Lokmene
- Bebrupe
- Pērse
- Iršupīte
- Pelave